# Список заслуженных мастеров спорта СССР (фехтование)
Почётное пожизненное спортивное звание в СССР.
| 1936 год |                                         |            |                         |           |                                |    |
| 1        | Климов Тимофей Иванович                 | 08.12.1936 |                         | Москва    | ГЦОЛИФК                        | 41 |
| 1939 год |                                         |            |                         |           |                                |    |
| 1        | Жебряков Андрей Леонтьевич              | ??.07.1939 |                         | Москва    | Военно-артиллерийская академия |    |
| 1940 год |                                         |            |                         |           |                                |    |
| 1        | Булочко Константин Трофимович           | ??.07.1939 |                         | Москва    | ГОЛИФК им. Лесгафта            |    |
| 1942 год |                                         |            |                         |           |                                |    |
| 1        | Мордовин Юрий Константинович            | 18.06.1942 |                         | Москва    | Красная Армия                  |    |
| 2        | Хозиков Юрий Тихонович                  | 18.06.1942 | ??.??.1904 — ??.??.1992 | Москва    | «Динамо»                       |    |
| 3        | Слепцов Михаил Васильевичч              | 18.06.1942 | ??.??.1890 — ??.??.1984 |           |                                |    |
| 4        | Аркадьев Виталий Андреевич              | 18.06.1942 |                         |           |                                |    |
| 1943 год |                                         |            |                         |           |                                |    |
| 1        | Головня Лев Васильевич                  | 23.02.1943 | ??.??.1893 — ??.??.1969 |           |                                |    |
| 2        | Федоров Анатолий Петрович               | ??.??.1943 |                         |           |                                |    |
| 1945 год |                                         |            |                         |           |                                |    |
| 1        | Агафонов Семен Осипович                 | 10.10.1945 | ??.??.1893 — ??.??.1969 | Ашхабад   |                                |    |
| 2        | Заковорот Пётр Антонович                | 10.10.1945 |                         | Харьков   |                                |    |
| 1946 год |                                         |            |                         |           |                                |    |
| 1        | Чернышёва Раиса Ивановна                | ??.??.1946 |                         |           |                                |    |
| 1948 год |                                         |            |                         |           |                                |    |
| 1        | Гришков Павел Сергеевич                 | 05.08.1948 | ??.??.1918 — ??.??.1992 |           |                                |    |
| 1951 год |                                         |            |                         |           |                                |    |
| 1        | Пономарёва Анна Матвеевна               | ??.03.1951 |                         | Москва    | «Искра»                        |    |
| 1956 год |                                         |            |                         |           |                                |    |
| 1        | Растворова Валентина Ксенофонтовна      | ??.11.1956 |                         | Москва    | «Динамо»                       |    |
| 2        | Шитикова, Надежда Денисовна             | ??.11.1956 | ??.??.1923 - ??.??.1995 |           |                                |    |
| 3        | Ефимова Эмма Корнеевна                  | ??.11.1956 |                         |           |                                |    |
| 1957 год |                                         |            |                         |           |                                |    |
| 1        | Кузнецов Лев Фёдорович                  | ??.02.1957 |                         |           | Советская Армия                |    |
| 1958 год |                                         |            |                         |           |                                |    |
| 1        | Мидлер Марк Петрович                    | ??.04.1958 |                         | Москва    | «Буревестник»                  |    |
| 1960 год |                                         |            |                         |           |                                |    |
| 1        | Горохова Галина Евгеньевна              | ??.09.1960 |                         | Москва    | «Динамо»                       |    |
| 2        | Жданович Виктор Францевич               | ??.09.1960 |                         | Ленинград | «Буревестник»                  |    |
| 3        | Забелина Александра Ивановна            | ??.09.1960 |                         | Москва    | «Динамо»                       |    |
| 4        | Самусенко (Петренко) Татьяна Дмитриевна | ??.09.1960 |                         | Минск     | «Динамо»                       |    |
| 5        | Прудскова Валентина Александровна       | ??.09.1960 |                         | Саратов   | «Буревестник»                  |    |
| 6        | Рудов Юрий Васильевич                   | ??.09.1960 |                         | Москва    | «Динамо»                       |    |
| 7        | Свешников Герман Александрович          | ??.09.1960 |                         | Горький   | Советская Армия                |    |
| 8        | Сисикин Юрий Фёдорович                  | ??.09.1960 |                         | Саратов   | «Буревестник»                  |    |
| 1961 год |                                         |            |                         |           |                                |    |
| 1        | Рыльский Яков Ануфриевич                | ??.09.1961 |                         | Москва    | «Динамо»                       |    |
| 2        | Тышлер Давид Абрамович                  | ??.09.1961 |                         | Москва    | ЦСКА                           |    |

## 1964
- Асатиани, Нугзар Платонович
- Крисс, Григорий Яковлевич
- Мавлиханов, Умяр Абдуллович
- Ракита, Марк Семёнович
- Шаров, Юрий Дмитриевич

## 1965
- Костава, Гурам Георгиевич
- Мельников, Борис Борисович

## 1966
- Никанчиков, Алексей Владимирович

## 1968
- Белова (Новикова) Елена Дмитриевна
- Винокуров, Эдуард Теодорович
- Назлымов, Владимир Аливерович
- Сидяк, Виктор Александрович

## 1969
- Путятин, Виктор Павлович

## 1971
- Станкович, Василий Васильевич

## 1972
- Чиркова, Светлана Михайловна

## 1973
- Никонова, Валентина Геннадьевна

## 1974
- Романьков, Александр Анатольевич

## 1976
- Гилязова, Наиля Файзрахмановна
- Князева, Ольга Николаевна
- Кровопусков, Виктор Алексеевич
- Сидорова (Бурочкина) Валентина Васильевна

## 1980
- Алёхин, Николай Александрович
- Бурцев, Михаил Иванович
- Смирнов, Владимир Викторович

## 1984
- Альшан, Андрей Игоревич
- Апциаури, Владимир Степанович
- Погосов, Георгий Вадимович

## 1985
- Зануда, Александр Алексеевич

## 1987
- Миндиргасов, Сергей Николаевич

## 1988
- Ибрагимов, Анвар Камилевич
- Корецкий, Борис Николаевич

## 1989
- Баженов, Виктор Андреевич
- Величко, Ольга Евгеньевна 20.11.1965[18]
- Кириенко, Григорий Анатольевич
- Мамедов, Ильгар Яшар оглы
- Романов, Леонид Михайлович

## 1991
- Шувалов, Андрей Михайлович

## 1992
- Гутцайт, Вадим Маркович
- Захаревич, Валерий Владимирович
- Колобков, Павел Анатольевич
- Кравчук, Сергей Владимирович
- Поздняков, Станислав Алексеевич
- Ширшов, Александр Сергеевич

## Год присвоения неизвестен
- Захаров, Василий Михайлович 1874—1942
- Лыков, Юрий Владимирович 05.06.1954
- Нечаев, Александр Борисович 1903—1959
- Сиротенко, Константин Фёдорович
- Хабаров, Бруно Сергеевич
- Ягодина, Виветта Степановна (? 56 мс, после 1974)